# Верхние Бугады
 Верхние Бугады  — деревня в Актанышском районе Татарстана. Входит в состав Старобугадинского сельского поселения.

## География
Находится в восточной части Татарстана на расстоянии приблизительно 15 км по прямой на юго-запад от районного центра села Актаныш.

## История
Основана в 1928 году.

## Население
Постоянных жителей было: в 1938 году — 203, в 1949—229, в 1958—194, в 1970—254, в 1979—214, в 1989—134, в 2002 − 126 (татары 100 %), 123 в 2010.